# 9 de Octubre Fútbol Club
O 9 de Octubre Fútbol Club, também conhecido como Nueve (9) de Octubre, é um clube esportivo equatoriano da cidade de Guayaquil, na província de Guayas. O clube foi fundado em 25 de agosto de 1912 como Club Sport 9 de Octubre, posteriormente, foi refundado como Asociación Deportiva Nueve de Octubre em 18 de abril de 1926.
Sua principal atividade é o futebol, onde atualmente participa da LigaPro Série A, a primeira divisão do futebol profissional do Equador. Manda seus jogos no Estádio Modelo Alberto Spencer da Federación Deportiva del Guayas (Fedeguayas), também localizado em Guayaquil, que tem capacidade aproximada para 42.000 torcedores.

## História

### Club Sport 9 de Octubre
O Club Sport 9 de Octubre foi fundado em 25 de agosto de 1912. O diário El Telégrafo trouxe inclusive uma matéria intitulada "Fundan Club 9 de Octubre" em 25 de outubro de 1912 e nela dizia o seguinte: "Um grupo de jovens entusiastas organizaram um clube de futebol que leva esse nome." A fundação do 9 de Octubre foi confirmada por um dos seus idealizadores, que mais tarde seria presidente do clube, em uma matéria publicada em 3 de junho de 1933 na revista sabatina do El Telégrafo chamada Semana Gráfica e assinada pelo periodista Francisco Rodríguez Garzón. Segundo a matéria, dedicada a Juan Orellana Garaicoa, o clube teve de encerrar suas atividades por conta da guerra, e após 8 ou 9 anos, os irmãos Muñoz refundaram o clube com anuência de Orellana, e deram ao novo clube o nome de Asociación Pedalística 9 de Octubre, e mais tarde, Asociación Deportiva 9 de Octubre. Além disso, o C.S. 9 de Octubre foi um dos clubes presentes no nascimento da Federación Deportiva del Guayas (Fedeguayas) em julho de 1922 como pode se ver na ata de fundação da entidade.

### Asociación Deportiva Nueve de Octubre
Em 18 de abril de 1926 nasceu a Asociación Deportiva Nueve de Octubre. O nome do clube é uma clara homenagem à data da Independência de Guayaquil da Espanha. Seu primeiro presidente foi Alberto Muñoz López. O clube em seus primórdios se destacou em diversas modalidades esportivas, principalmente no futebol e no ciclismo.

### Segunda Divisão de 2020
Em 8 de novembro de 2020, o 9 de Octubre Fútbol Club voltou a Série A após uma ausência de 25 anos na elite do futebol do Equador. O acesso e o título da Série B de 2020 veio na penúltima rodada da fase regular com uma vitória por 2–1 diante do Santa Rita.

## Títulos
| NACIONAIS        | NACIONAIS         | NACIONAIS | NACIONAIS  |
| Divisão          | Competição        | Títulos   | Temporadas |
| ---------------- | ----------------- | --------- | ---------- |
| Primeira Divisão | Serie A           | 0         |            |
| Segunda Divisão  | Serie B           | 1         | 2020       |
| Terceira Divisão | Segunda Categoría | 0         |            |